# Референдум в Дании (2014)
Референдум о вступлении в Единый патентный суд прошёл в Дании 25 мая 2014 года, одновременно с выборами в Европейский парламент. В случае одобрения вопроса, результат референдума позволит правительству ратифицировать «Соглашение о Едином патентном суде» простым большинством голосов парламентариев, а не пятью из шести частей. Ратификация этого соглашения окажет влияние на введение в Дании единого для всей Европы патента.

## Контекст

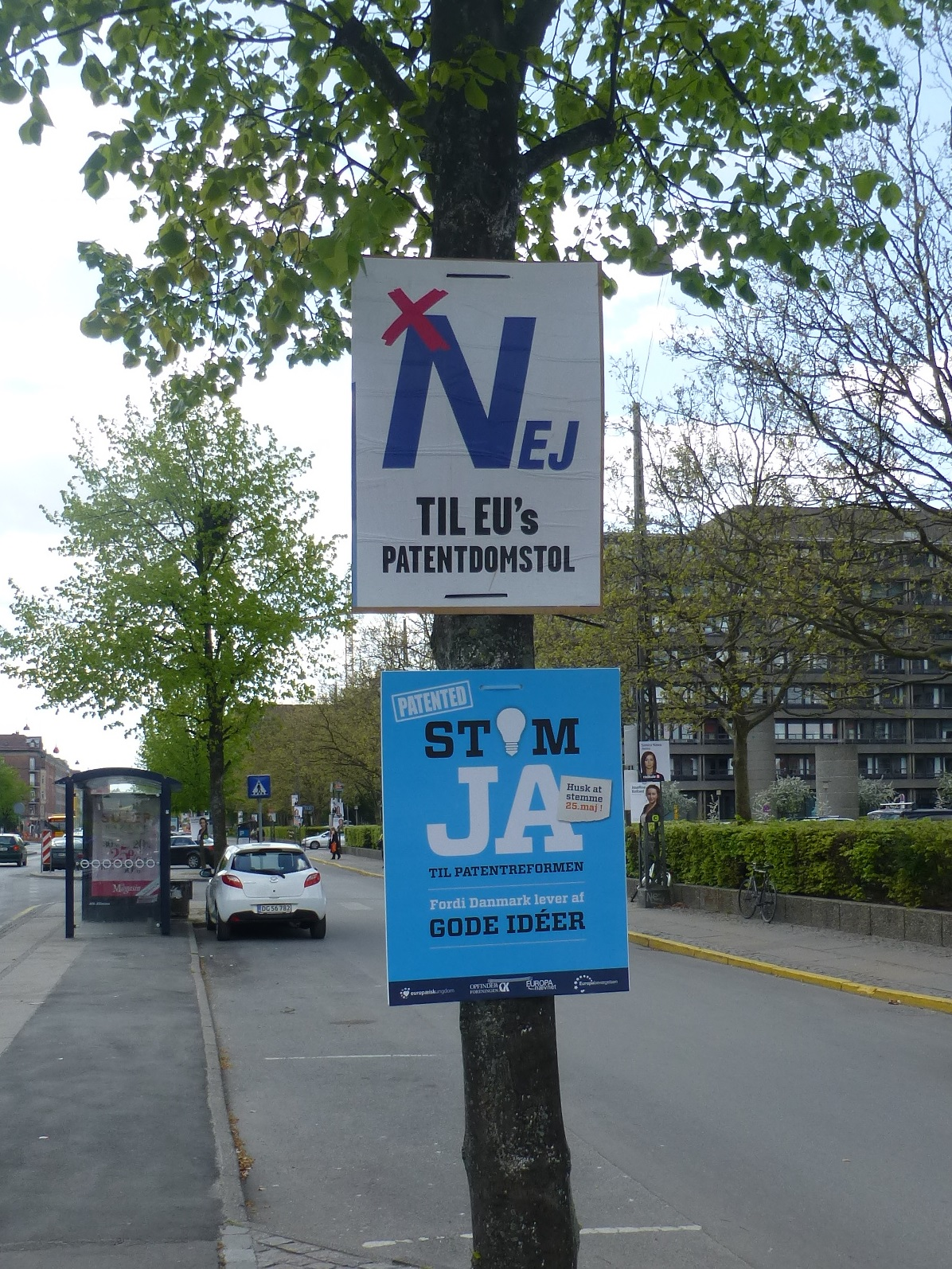
Плакат с призывом проголосовать

19 февраля 2013 года Дания подписала «Соглашение о единой системе патентного суда», вместе с 24 государствами-членами Европейского союза. Соглашение вступает в силу для тех стран, которые одобрили его после ратификации 13 государствами (включая Францию, Германию и Великобританию) и прошедшими брюссельское регулирование. 
В мае 2013 года министерство юстиции Дании вынесло заключение, о том, что пяти шестых большинства в парламенте хватит, для ратификации правительством соглашения в связи с конституционными требованиями о передаче суверенитета. Датская народная партия и Красно-зелёная коалиция занимают около одной пятой мест в парламенте, чего достаточно для потенциальльной блокировки ратификации даже без референдума, однако в руководствах партий заявили, что референдум должен быть проведен. Правительство объявило о намерении провести референдум 25 мая 2014 года, вместе с выборами в европарламент, если парламентское одобрение не будет получено до этого. Народная партия заявила, что они будут поддерживать соглашение, если правящие партии пообещают провести референдум о предлагаемом ЕС банковском союзе или увеличении ограничения на распределение социальных пособий иностранным гражданам в Дании. Несмотря на то, что Ларс Лёкке Расмуссен просил пойти на переговоры с оппозицией, правительство решило провести референдум, объявив об этом в декабре 2013 года, и назначив его на 25 мая 2014 года.

## Голосование
Избирательные участки открылись 25 мая. Одновременно проходило голосование на выборах в Европарламент.

## Результат
| Да или нет                   | Голосов   | Процент   |
| ---------------------------- | --------- | --------- |
| Да                           | 1 386 881 | 62,5 %    |
| Нет                          | 833 023   | 37,5 %    |
| Действительных голосов       | 2 219 904 | 96,4 %    |
| Недействительных голосов     | 83,879    | 3,6 %     |
| Всего голосов                | 2 303 783 | 100,00 %  |
| Явка                         | 55,9 %    | 55,9 %    |
| Электорат                    | 4 124 696 | 4 124 696 |
| Источник: Danmarks Statistik |           |           |